# Poggio Rusco
Pour les articles homonymes, voir Poggio.
Poggio Rusco est une commune italienne de la province de Mantoue, en région Lombardie.

## Administration
| Période                                  | Période  | Identité     | Étiquette | Qualité |
| ---------------------------------------- | -------- | ------------ | --------- | ------- |
| 14 mai 2001                              | En cours | Gianni Lotti |           |         |
| Les données manquantes sont à compléter. |          |              |           |         |

### Hameaux
Dragoncello, Quattrocase, Segonda, Stoppiaro.

### Communes limitrophes
Magnacavallo, Mirandola (MO), San Giovanni del Dosso, Sermide, Villa Poma.

### Jumelages
- Condé-sur-Noireau (France) depuis 2000.

## Personnalités nées à Poggio Rusco
- Arnoldo Mondadori  (1889-1971), éditeur, fondateur, en 1907, de la maison d'édition Arnoldo Mondadori Editore.
- Andrea Anastasi  (1960- ),  joueur de volley-ball.